# Liste in der Republik China (Taiwan) vorhandener Dampflokomotiven
Dies ist eine Liste erhaltener Dampflokomotiven auf dem Gebiet der Republik China (Taiwan).

## Lokomotiven mit 1067 mm Spurweite
| Foto | Nummer oder Name    | Bauart / Achsfolge | Hersteller              | Fabrik-nr. | Baujahr | Historie         | Eigentümer / Betreiber / Strecke            | Bemerkungen |
| ---- | ------------------- | ------------------ | ----------------------- | ---------- | ------- | ---------------- | ------------------------------------------- | ----------- |
|      | TRA No. 9           | 1’B                | Avonside Engine Company | 835        | 1871    |                  | 228 Peace Park                              | [ 1 ]       |
|      | TRA No. 2           | B                  | Hohenzollern            | 445        | 1887    |                  | 228 Peace Park                              | [ 2 ]       |
|      | TRA (JNR) No. BK24  | C                  | Kisha Seizo             | 19         | 1905    | JGR-Klasse 230   | School of Management, Cheng Kung University | [ 3 ]       |
|      | TRA No. CK58        | 1’C1’              | Kisha Seizo             | 92         | 1912    | TRA-Klasse CK50  | Hamasen Railway Cultural Park               | [ 4 ]       |
|      | TRA No. CK101       | 1’C1’              | Kisha Seizo             |            | 1916    | TRA-Klasse CK100 | Historic Roundhouse                         | [ 5 ]       |
|      | TRA No. DT561       | 1’D                | ALCO                    |            | 1919    | TRA-Klasse DT560 | Miaoli Railway Museum                       | [ 6 ]       |
|      | TRA (JNR) No. CT152 | 1’C                | Kisha Seizo             | 358        | 1919    | JGR-Klasse 8620  | Miaoli Railway Museum                       | [ 7 ]       |
|      | TRA (JNR) No. DT609 | 1’D                | Kisha Seizo             | 1101       | 1929    | JNR-Klasse 9600  | Takao Railway Museum                        | [ 8 ]       |
|      | TRA (JNR) No. CK124 | 1’C1’              | Nippon Sharyo           |            | 1936    | JNR-Klasse C12   | Historic Roundhouse                         | [ 9 ]       |
|      | TRA (JNR) No. CT259 | 2’C1’              | Mitsubishi              | 220        | 1935    | JNR-Klasse C55   | Eisenbahnmuseum Takao                       | [ 10 ]      |
|      | TRA (JNR) No. CT251 | 2’C1’              | Mitsubishi              | 169        | 1938    | JNR-Klasse C55   | City Sports Park                            | [ 11 ]      |
|      | TRA (JNR) No. DT652 | 1’D1’              | Kisha Seizo             | 1889       | 1940    | JNR-Klasse D51   | City Sports Park                            | [ 12 ]      |
|      | TRA (JNR) No. DT664 | 1’D1’              | Kawasaki                | 2469       | 1941    | JNR-Klasse D51   | Bengangkou Gangkougong                      | [ 13 ]      |
|      | TRA (JNR) No. DT668 | 1’D1’              | Kawasaki                | 2593       | 1941    | JNR-Klasse D51   | Historic Roundhouse                         | [ 14 ]      |
|      | TRA (JNR) No. DT670 | 1’D1’              | Kisha Seizo             | 2232       | 1942    | JNR-Klasse D51   | Art Center Auditorium                       | [ 15 ]      |
|      | TRA (JNR) No. CT271 | 2’C1’              | Hitachi                 | 1512       | 1942    | JNR-Klasse C57   | Lovers Lake Park                            | [ 16 ]      |
|      | TRA (JNR) No. CT273 | 2’C1’              | Kawasaki                | 2862       | 1943    | JNR-Klasse C57   | Rolling Stock Branch, Hualien               | [ 17 ]      |
|      | TRA (JNR) No. CT278 | 2’C1’              | Hitachi                 | 2103       | 1953    | JNR-Klasse C57   | Erbashuishui Park                           | [ 18 ]      |
|      | TRA (JNR) No. CT284 | 2’C1’              | Hitachi                 | 2109       | 1953    | JNR-Klasse C57   | Yilan Sports Park                           | [ 19 ]      |

## Lokomotiven mit 762 mm Spurweite
| Foto | Nummer oder Name              | Bauart / Achsfolge | Hersteller            | Fabrik-nr. | Baujahr | Historie         | Eigentümer / Betreiber / Strecke        | Bemerkungen |
| ---- | ----------------------------- | ------------------ | --------------------- | ---------- | ------- | ---------------- | --------------------------------------- | ----------- |
|      | Lotung No. 1                  | C                  | Nippon Sharyo         |            | 1926    |                  | Tuchang Railway Station                 | [ 20 ]      |
|      | Lotung No. 2                  | C                  | Nippon Sharyo         |            | 1923    |                  | Yilanzhongshan Park                     | [ 21 ]      |
|      | Lotung No. 5                  | C                  | Nippon Sharyo         |            |         |                  | Chinan National Forest                  | [ 22 ]      |
|      | Lotung No. 8                  | C                  | Kawasaki              |            | 1941    |                  | Luodong Forestry Culture Park           | [ 23 ]      |
|      | Lotung No. 9                  | C                  | Kawasaki              |            | 1941    |                  | Luodong Forestry Culture Park           | [ 24 ]      |
|      | Lotung No. 11                 | C                  | Taiwan Machine Co.    |            | 1958    |                  | Luodong Forestry Culture Park           | [ 25 ]      |
|      | Lotung No. 12                 | C                  | Taiwan Machine Co.    |            | 1958    |                  | Luodong Forestry Culture Park           | [ 26 ]      |
|      | Lotung No. 15                 | C                  | Taiwan Machine Co.    |            |         |                  | Luodong Forestry Culture Park           | [ 27 ]      |
|      | Taiwan Sugar No. 10           | C                  | Nippon Sharyo         |            | 1943    |                  | Guchifung, Hsinchu                      | [ 28 ]      |
|      | Taiwan Sugar No. 11           | C                  | Fukugawa (Japan)      |            | 1927    |                  | Huwei Sugar Refinery                    | [ 29 ]      |
|      | Taiwan Sugar No. 274          | C                  | Nippon Sharyo         |            | 1943    |                  | Yuemei Tourism Sugar Factory            | [ 30 ]      |
|      | Taiwan Sugar No. 296          | C                  | ?                     |            |         |                  | Annei Sugar                             | [ 31 ]      |
|      | Taiwan Sugar No. 317          | C                  | Taiwan Machine Co.    |            | 1942    |                  | Luyeh Chicken Restaurant                | [ 32 ]      |
|      | Taiwan Sugar No. 322          | C                  | Nippon Sharyo         |            | 1923    |                  | Taiwan Sugar workshops                  | [ 33 ]      |
|      | Taiwan Sugar No. 326          | C                  | Nippon Sharyo         |            | 1940    |                  | Xihu Sugar factory                      | [ 34 ]      |
|      | Taiwan Sugar No. 329          | C                  | Nippon Sharyo         |            | 1934    |                  | Closed Sugar Factory, Beigang           | [ 35 ]      |
|      | Taiwan Sugar No. 331          | C                  | Nippon Sharyo         |            | 1935    |                  | Miaoli Railway Museum                   | [ 36 ]      |
|      | Taiwan Sugar No. 332          | C                  | Nippon Sharyo         |            | 1937    |                  | Huwei Old Railway station               | [ 37 ]      |
|      | Taiwan Sugar No. 335          | C                  | Nippon Sharyo         |            | 1937    |                  | Pastoral Farm Resort Hotel              | [ 38 ]      |
|      | Taiwan Sugar No. 339          | C                  | Nippon Sharyo         |            |         |                  | Library of Culture Affairs Bureau       | [ 39 ]      |
|      | Taiwan Sugar No. 345          | C                  | Nippon Sharyo         |            | 1935    |                  | Miaoli Railway Museum                   | [ 40 ]      |
|      | Taiwan Sugar No. 346          | C                  | Franco-Belge          | 2654       | 1948    |                  | Xihu Sugar factory                      | [ 41 ]      |
|      | Taiwan Sugar No. 348          | C                  | Franco-Belge          | 2656       | 1948    |                  | Madou Park & Garden                     | [ 42 ]      |
|      | Taiwan Sugar No. 349          | C                  | Franco-Belge          | 2656       | 1948    |                  | Soulangh Cultural Park                  | [ 43 ]      |
|      | Taiwan Sugar No. 350          | C                  | Franco-Belge          | 2650       | 1948    |                  | Railway Cultural Park                   | [ 44 ]      |
|      | Taiwan Sugar No. 351          | C                  | Franco-Belge          |            | 1948    |                  | Young-Ling Industrial High School       | [ 45 ]      |
|      | Taiwan Sugar No. 352          | C                  | Tubize                |            | 1948    |                  | Old TSC Sugar Factory                   | [ 46 ]      |
|      | Taiwan Sugar No. 353          | C                  | Tubize                | 2356       | 1948    |                  | Local History museum, Qishan            | [ 47 ]      |
|      | Taiwan Sugar No. 354          | C                  | Tubize                |            | 1948    |                  | Old Sugar Factory, Qishan               | [ 48 ]      |
|      | Taiwan Sugar No. 355          | C                  | Tubize                |            | 1948    |                  | Qiaotou Tourist Railway                 | [ 49 ]      |
|      | Taiwan Sugar No. 357          | C                  | Tubize                | 2355       | 1948    |                  | Privately Owned, Dalin                  | [ 50 ]      |
|      | Taiwan Sugar No. 359          | C                  | Franco-Belge          | 2652       | 1948    |                  | Old TSC Sugar Factory                   | [ 51 ]      |
|      | Taiwan Sugar No. 361          | C                  | Tubize                | 2339       | 1948    |                  | Qiaotou Sugar Factory Heritage Building | [ 52 ]      |
|      | Taiwan Sugar No. 364          | C                  | Franco-Belge          |            | 1948    |                  | Xihu Sugar factory                      | [ 53 ]      |
|      | Taiwan Sugar No. 365          | C                  | Tubize                | 2343       | 1948    |                  | Shanhua Sugar Factory Museum            | [ 54 ]      |
|      | Taiwan Sugar No. 366          | C                  | Franco-Belge          | 2344       | 1948    |                  | Hualien Tourism Sugar Factory           | [ 55 ]      |
|      | Taiwan Sugar No. 367          | C                  | Tubize                | 2345       | 1948    |                  | Tamsui Buddhist Temple                  | [ 56 ]      |
|      | Taiwan Sugar No. 368          | C                  | Tubize                | 2346       | 1948    |                  | Suantou Zhecheng Cultural Park          | [ 57 ]      |
|      | Taiwan Sugar No. 369          | C                  | Tubize                | 2353       | 1948    |                  | Yuemei Tourism Sugar Factory            | [ 58 ]      |
|      | Taiwan Sugar No. 370          | C                  | Tubize                | 2354       | 1948    |                  | Wushulin Railway Museum                 | [ 59 ]      |
|      | Taiwan Sugar No. 374          | C                  | Taiwan Machine Co.    |            | 1958    |                  | Army Service Corp School                | [ 60 ]      |
|      | Taiwan Sugar No. 375          | C                  | Taiwan Machine Co.    |            | 1958    |                  | Madou Daitian Temple                    | [ 61 ]      |
|      | Taiwan Sugar No. 376          | C                  | Taiwan Machine Co.    |            | 1958    |                  | Nantou Tsao Tun Park                    | [ 62 ]      |
|      | Taiwan Sugar No. 382          | C                  | Taiwan Machine Co.    |            | 1958    |                  | Railway Cultural Park                   | [ 63 ]      |
|      | Taiwan Sugar No. 538          | C                  | Nippon Sharyo         |            | 1938    |                  | Taiwan Sugar Corporation HQ             | [ 64 ]      |
|      | Taiwan Sugar No. 543          | C                  | Taiwan Iron Works     |            | 1958    |                  | Commitee For The Blind of Taiwan        | [ 65 ]      |
|      | Taiwan Sugar No. 604          | C                  | Amemiya (Japan)       |            | 1920    |                  | Xihu Sugar factory                      | [ 66 ]      |
|      | Taiwan Sugar No. 650          | C                  | Orenstein & Koppel    | 11708      | 1928    |                  | Suantou Zhecheng Cultural Park          | [ 67 ]      |
|      | Taiwan Sugar No. 724          | C1                 | Kawasaki              |            | 1925    |                  | Taiwan Sugar Corporation HQ             | [ 68 ]      |
|      | Taiwan Sugar No. C1-24        | C                  | Motoe (Japan)         |            | 1938    |                  | Shuishang                               | [ 69 ]      |
|      | Reservoir Construction No. ?  | B                  | ?                     |            |         |                  | Wusanto Reservoir                       | [ 70 ]      |
|      | TRA No. LCK31                 | C                  | Orenstein & Koppel    | 5805       | 1912    | JGR 200 class    | Suhua Highway                           | [ 71 ]      |
|      | TRA No. LDK58                 | D                  | Hitachi               |            | 1923    | TRA LDK50 Class  | Taipei Railway Station                  | [ 72 ]      |
|      | TRA No. LDK59                 | D                  | Hitachi               |            | 1923    | TRA LDK50 Class  | Hualien                                 | [ 73 ]      |
|      | TRA No. LDT103                | 1’D1’              | Nippon Sharyo         | 1064       | 1942    | TRA LDT100 Class | Hualien Railway Station Museum          | [ 74 ]      |
|      | Alishan Forest Railway No. 12 | Shay - 2 truck     | Lima Locomotive Works | 2352       | 1910    |                  | Alishan-Waldbahn, altes Depot           | [ 75 ]      |
|      | Alishan Forest Railway No. 13 | Shay - 2 truck     | Lima Locomotive Works | 2549       | 1912    |                  | Alishan Forestry Railway Garage Park    | [ 76 ]      |
|      | Alishan Forest Railway No. 15 | Shay - 2 truck     | Lima Locomotive Works | 2632       | 1912    |                  | Peimen works                            | [ 77 ]      |
|      | Alishan Forest Railway No. 16 | Shay - 2 truck     | Lima Locomotive Works | 2633       | 1913    |                  | Chinan National Forest                  | [ 78 ]      |
|      | Alishan Forest Railway No. 17 | Shay - 2 truck     | Lima Locomotive Works | 2634       | 1913    |                  | Alishan Forestry Railway Garage Park    | [ 79 ]      |
|      | Alishan Forest Railway No. 18 | Shay - 2 truck     | Lima Locomotive Works |            | 1913    |                  | Fengchihu Depot                         | [ 80 ]      |
|      | Alishan Forest Railway No. 21 | Shay - 2 truck     | Lima Locomotive Works | 2557       | 1912    |                  | Alishan Forestry Railway Garage Park    | [ 81 ]      |
|      | Alishan Forest Railway No. 22 | Shay - 2 truck     | Lima Locomotive Works | 2664       | 1913    |                  | Jiji Railway Station                    | [ 82 ]      |
|      | Alishan Forest Railway No. 23 | Shay - 2 truck     | Lima Locomotive Works | 2724       | 1913    |                  | Alishan Forestry Railway Garage Park    | [ 83 ]      |
|      | Alishan Forest Railway No. 24 | Shay - 2 truck     | Lima Locomotive Works | 2787       | 1913    |                  | Chaoping Railway Station                | [ 84 ]      |
|      | Alishan Forest Railway No. 25 | Shay - 2 truck     | Lima Locomotive Works | 2788       | 1914    |                  | Alishan Forestry Railway Garage Park    | [ 85 ]      |
|      | Alishan Forest Railway No. 26 | Shay - 2 truck     | Lima Locomotive Works | 2789       | 1914    |                  | Pei-men yard                            | [ 86 ]      |
|      | Alishan Forest Railway No. 28 | Shay - 2 truck     | Lima Locomotive Works | 2791       | 1914    |                  | Miaoli Railway Museum                   | [ 87 ]      |
|      | Alishan Forest Railway No. 29 | Shay - 2 truck     | Lima Locomotive Works | 2817       | 1914    |                  | Fengchihu Depot                         | [ 88 ]      |
|      | Alishan Forest Railway No. 31 | Shay - 2 truck     | Lima Locomotive Works | 2946       | 1917    |                  | Alishan Forestry Railway                | [ 89 ]      |
|      | Alishan Forest Railway No. 32 | Shay - 2 truck     | Lima Locomotive Works | 2947       | 1917    |                  | Alishan Forestry Railway Garage Park    | [ 90 ]      |

## Lokomotiven mit 610 mm Spurweite
| Foto | Nummer oder Name          | Bauart / Achsfolge | Hersteller        | Fabrik-nr. | Baujahr | Historie | Eigentümer / Betreiber / Strecke | Bemerkungen |
| ---- | ------------------------- | ------------------ | ----------------- | ---------- | ------- | -------- | -------------------------------- | ----------- |
|      | Ruey-San Coal Mine No. ?  | B                  | Amemiya (Japan)   |            |         |          | Folklore Park                    | [ 91 ]      |
|      | San-Hsia Coal Mine No. A1 | C                  | Taiwan Iron Works | 11         | 1942    |          | Courtyard of Apartment Complex   | [ 92 ]      |